# Mongolie aux Jeux olympiques d'hiver de 1992
La Mongolie participe aux Jeux olympiques d'hiver de 1992 à Albertville en France du 8 février au 23 février 1992. Il s'agit de sa 7e participation à des Jeux olympiques d'hiver. Elle était représentée par quatre athlètes.